# Engelbergerhaus
Das Engelbergerhaus (auch Zelgerhaus genannt) steht in der Altstadt der Schweizer Stadt Luzern. Es befindet sich direkt an der Reuss neben der Peterskapelle beim Nordende der Kapellbrücke.

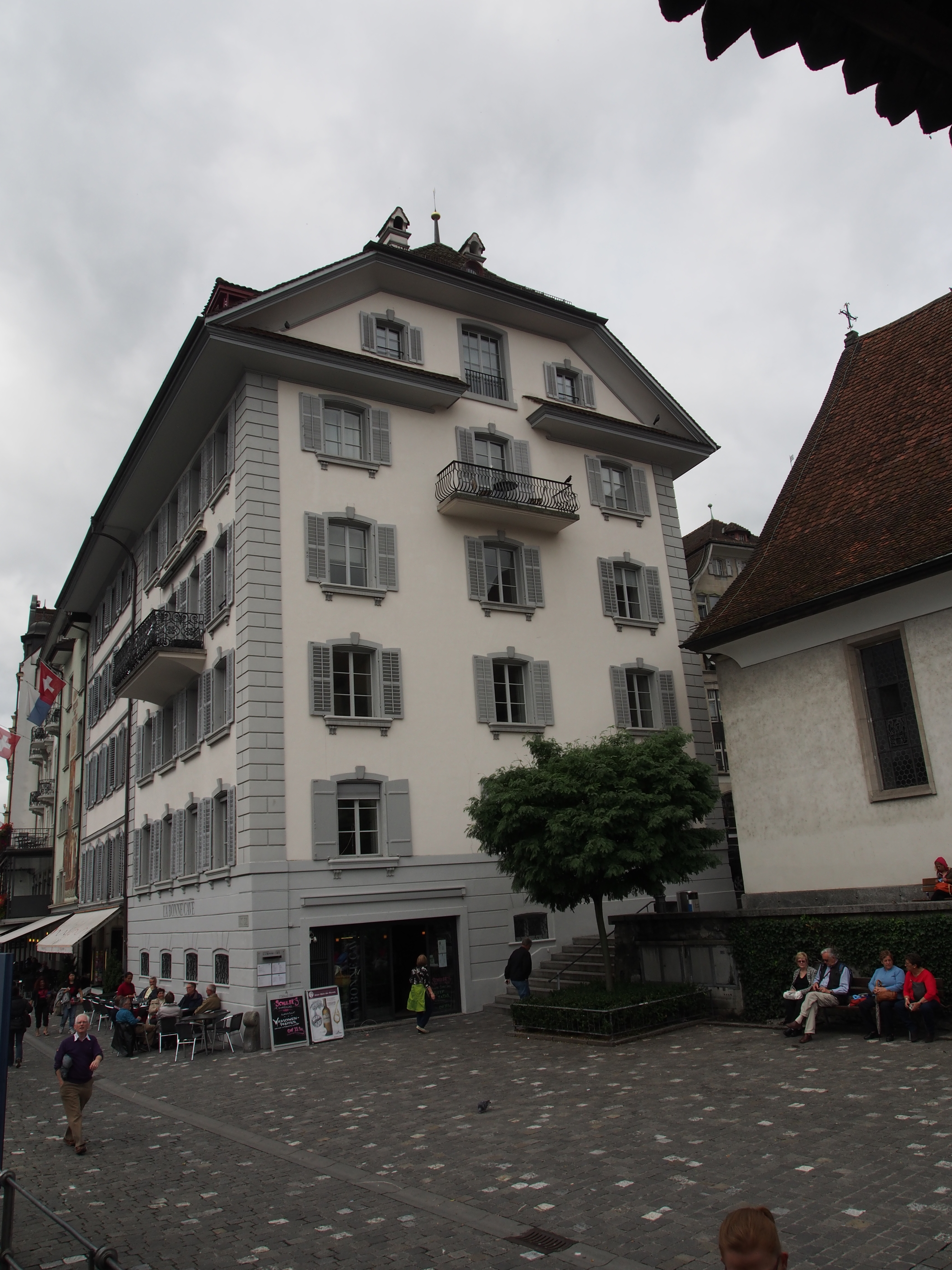
Engelbergerhaus (Seite Reuss)

## Gebäude und Geschichte
Am 13. September 1271 erhielt das Kloster Engelberg vom Abt Berchtold von Murbach ein Baurecht neben der Peterskapelle. Dieses errichtete je ein Holzhaus für das Frauen- und Männerkloster. Sie brannten 1340 und 1531 nieder und wurden jeweils gleich wieder aufgerichtet. 1538 entstand der heutige Steinbau. Nach einem umfassenden Umbau von 1770 bis 1772 nach Plänen des Luzerner Stadtwerkmeisters Vital Rey erhielt es das heutige barocke Aussehen. Auf der Liste der Kulturgüter in Luzern ist das Gebäude als regional bedeutend aufgeführt.

## Nutzung
Das Kloster nutzte das Gebäude als Stadtsitz bis 1798. Von diesem hat es seinen Namen erhalten. Während und nach dem Verkauf bewohnte ein Teil der Patrizierfamilie Meyer von Schauensee das Haus. Auf diese folgte die Familie Schumacher. Der Zweitname stammt von der Familie Zelger, welche das Haus ab 1867 bewohnten. Heute ist es weiterhin ein Wohnhaus, welches im Erdgeschoss Geschäftsflächen und ein Restaurant beherbergt.